# Ralf Borschke

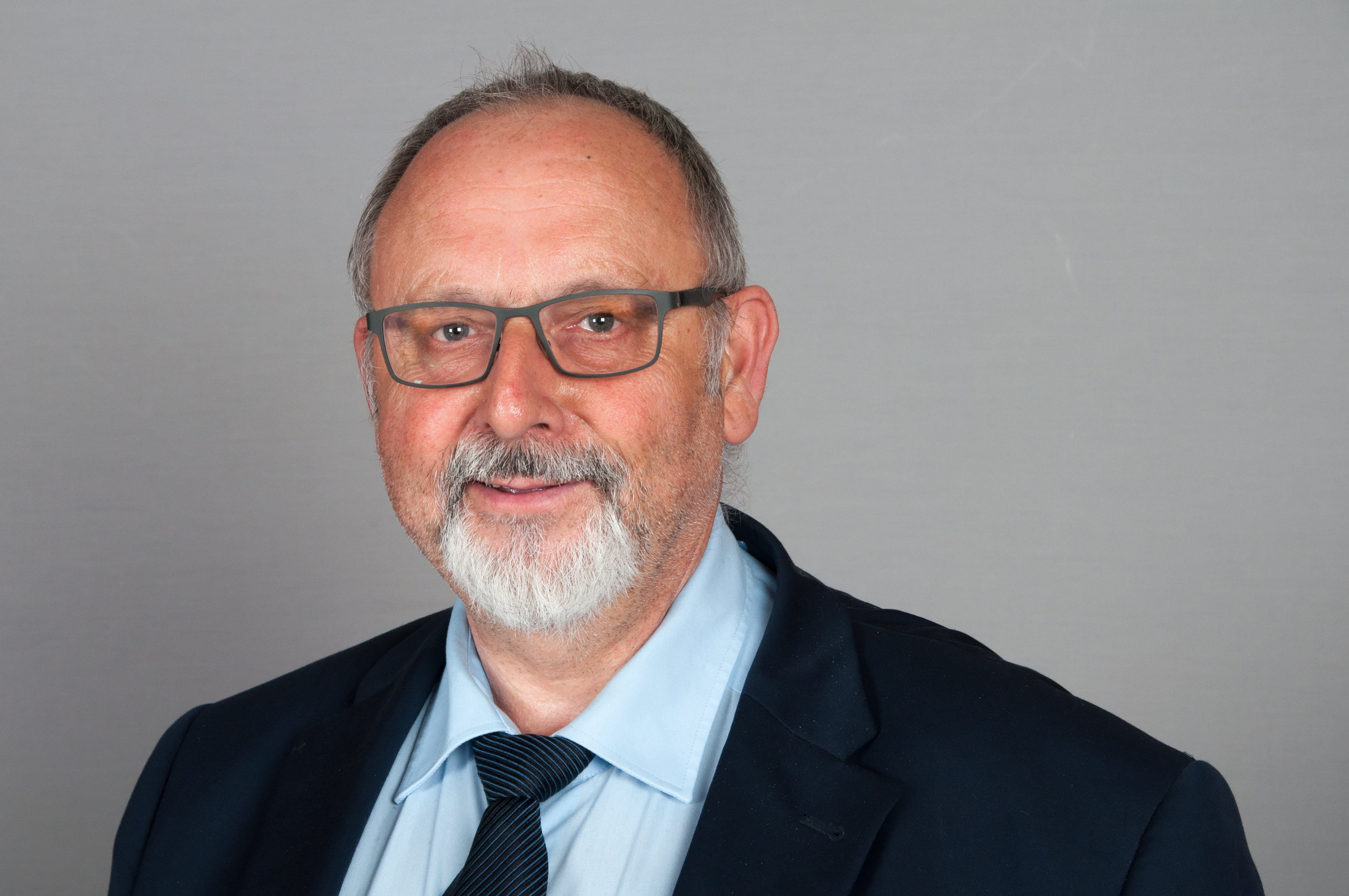
Ralf Borschke 2017

Ralf Borschke (* 7. April 1958 in Kummerow) ist ein deutscher Politiker (Alternative für Deutschland (AfD), zwischenzeitlich Bürger für Mecklenburg-Vorpommern (BMV)). Er wurde für die AfD 2016 in den Landtag von Mecklenburg-Vorpommern gewählt.

## Leben
Ralf Borschke war Maschinenbaumeister, Dozent und Alltagsbegleiter beim DRK. Er lernte von 1975 bis 1978 Rohrschlosser und leistete anschließend seinen Grundwehrdienst bei der NVA. Er arbeitete von 1979 bis 1980 als Rohrschlosser bei der Volkswerft Stralsund und ab 1980 zehn Jahre bis zur Wiedervereinigung beim VEB Fischwirtschaft Stralsund in der Abteilung Technik. Von 1990 bis 1996 war er Niederlassungsleiter der Firma  Kunststoffpartner Kopperschmidt und ab 1996 bis 2014 mit einer Veranstaltungsagentur selbständig. Ab 2009 studierte er fünf Semester Malerei und Grafik in Duisburg.
Er arbeitet als Maler und lebt in Vogelsang. Borschke ist verheiratet und hat zwei Kinder.

## Politik
Borschke war nach eigenen Angaben von 1989 bis 1990 Mitglied des Neuen Forums und von 1998 bis 2008 CDU-Mitglied. Er trat im Jahr 2013 in die AfD ein.
Seit dem Jahr 2013 war er Beisitzer im AfD Kreisvorstand Vorpommern-Rügen, von 2014 bis 2016 Sprecher des AfD Kreisvorstandes Vorpommern-Rügen und seit dem Jahr 2014 Mitglied des Kreistages Vorpommern-Rügen.
Bei der Landtagswahl in Mecklenburg-Vorpommern 2016 trat Ralf Borschke im Wahlkreis Vorpommern-Rügen III – Stralsund I und auf der AfD-Landesliste an. Während er im Wahlkreis mit 26,2 Prozent knapp dem CDU-Kandidaten Dietmar Eifler unterlag, gelang ihm über die Landesliste der Sprung in das Landesparlament. Borschke wurde Sprecher der AfD-Fraktion für Energie, Fischerei und Landwirtschaft.
Am 25. September 2017 verließ er mit Matthias Manthei, Christel Weißig und Bernhard Wildt die AfD-Fraktion, sie bildeten die neu Fraktion Bürger für Mecklenburg-Vorpommern (BMV). Kurze Zeit später trat er auch aus der AfD aus und gründete mit seinen Fraktionskollegen die BMV als Partei. Im Dezember 2018 ging die BMV in den Freien Wählern auf; diesen Schritt machte Borschke jedoch nicht mit, verblieb aber in der Fraktion „Freie Wähler/BMV“. Diese löste sich im September 2019 auf.
Im Oktober 2019 trat Borschke wieder in die AfD-Fraktion ein.